# Allonne (Deux-Sèvres)
Allonne település Franciaországban, Deux-Sèvres megyében. Lakosainak száma 616 fő (2022. január 1.). Allonne Azay-sur-Thouet, La Boissière-en-Gâtine, Les Groseillers, Pamplie, Le Retail, Secondigny és Saint-Pardoux-Soutiers községekkel határos.

## Népesség
A település népességének változása:
| Lakosok száma | 674  | 668  | 683  | 665  | 667  | 666  | 652  | 634  | 616  |
|               | 2013 | 2015 | 2016 | 2017 | 2018 | 2019 | 2020 | 2021 | 2022 |